# خاندان گوتو شیروبئه

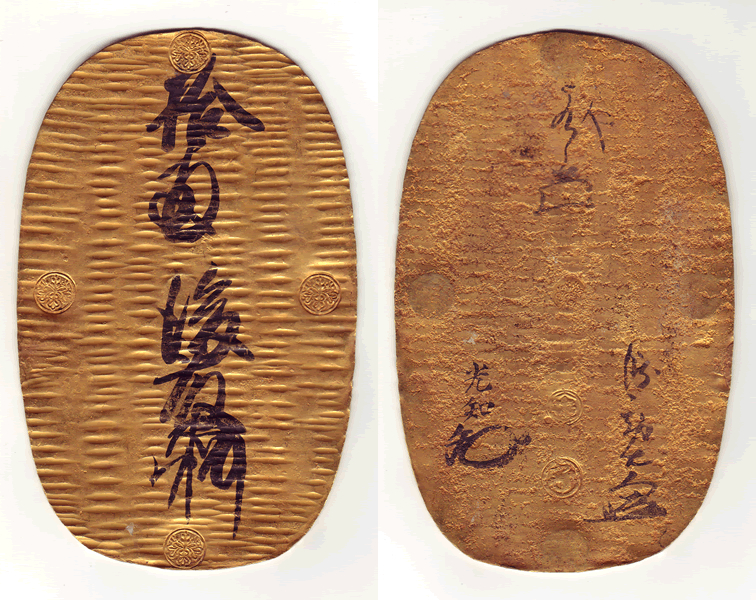
تنشو اوبان ساخته شده توسط این خاندان

خاندان گوتو شیروبئه (به ژاپنی: 後藤四郎兵衛) رهبر یکی از خاندان‌های ژاپنی  بود که در دوره موروماچی و دوره ادو به عنوان شغل خانوادگی به هنر مسگری و زرگری اشتغال داشتند.
در اواخر دوره موروماچی اولین اوبان (سکه طلا) به نام تنشو اوبان توسط خاندان گوتو و به دستور تویوتومی هیده‌یوشی ضرب شد. تنشو اوبان معادل ده ریو (سکه طلا) یا ده کوبان (سکه طلا) بود و ۱۶۵ گرم وزن آن بود.